# Iglesia de San Pedro el Viejo (Almería)
La iglesia del Sagrado Corazón, también conocida como iglesia de los Jesuitas o de las Esclavas del Santísimo Sacramento, es un templo cristiano situado en la ciudad de Almería (Comunidad Autónoma de Andalucía, España) y construido a principios del siglo XVII.

## Historia
Se levantó en el solar de una de las mezquitas de la Almería musulmana por orden de Fray Juan de Portocarrero, obispo de la diócesis de Almería entre 1601 y 1630. Sufrió diversas transformaciones y quedó secularizada durante la Desamortización de Mendizábal de 1837, siendo trasladada la sede de la parroquia a la iglesia del suprimido convento de San Francisco. Poco después, estuvo a punto de ser demolida, pero terminó en manos primero del ejército y después de la empresa Spencer y Roda, que la convirtió en almacén según un primer proyecto de Enrique López Rull de 1872. Este mismo arquitecto se encargaría del proyecto resultante de la devolución al edificio del uso religioso en 1910, año en que quedaría el templo a cargo de la Compañía de Jesús. Tras la expulsión de la Compañía en 1932, llegaría la guerra civil española, tras la cual se realizó una restauración para paliar los daños sufridos por el edificio durante el conflicto.
Entre 1984 y 1992 será objeto de una nueva restauración por parte de los arquitectos Ramón de Torres, Ángel Jaramillo y María José Lasaosa, que recupera elementos originales. Desde 1988 es convento de clausura de las Esclavas del Santísimo Sacramento.

## Descripción

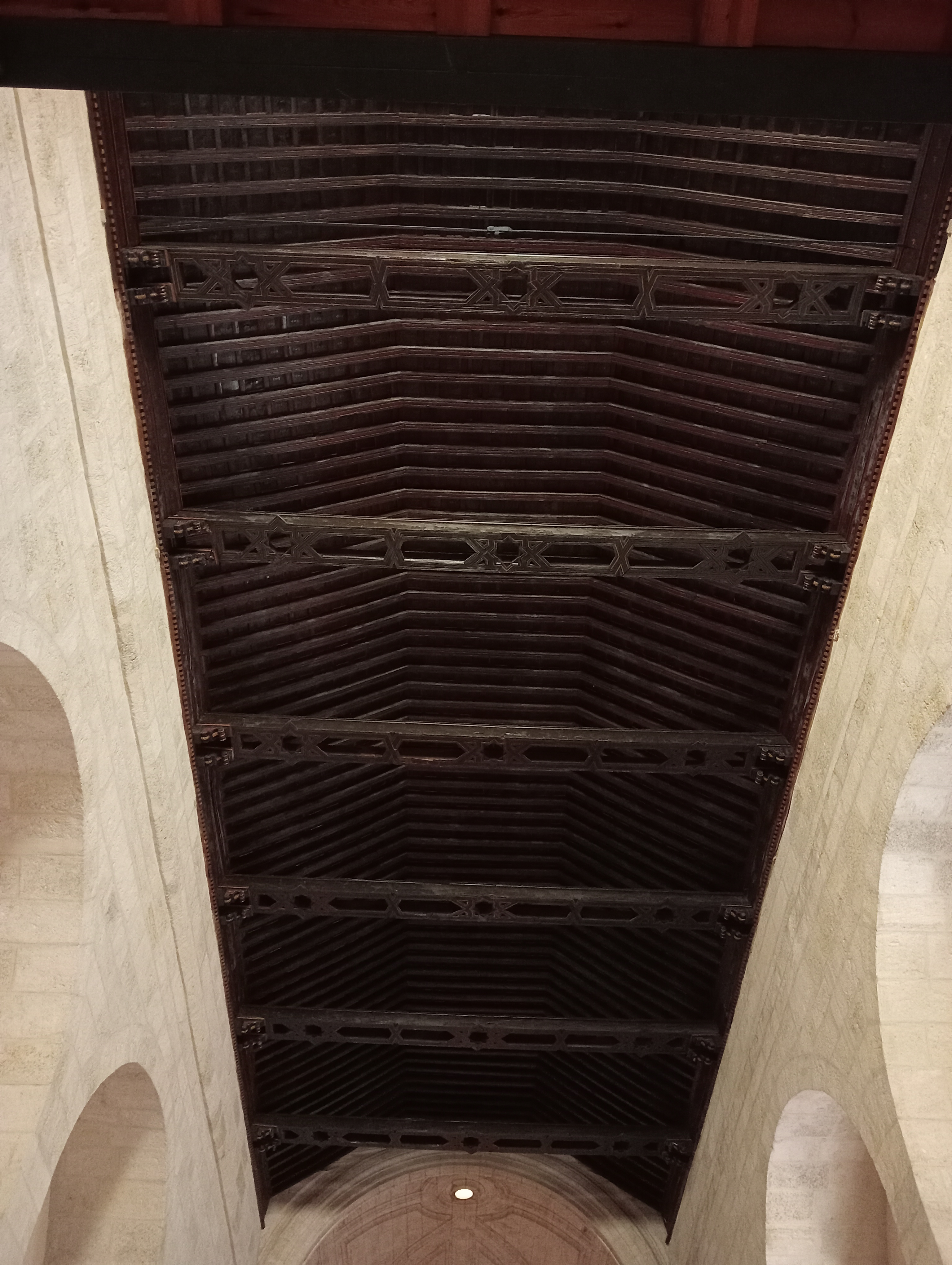
Artesonado mudéjar de la iglesia

Su construcción, según E. A. Villanueva, tuvo lugar en dos etapas: en primer lugar la cabecera, de sillar muy regular y bóveda de cantería al estilo del siglo XVI, y más adelante la nave, en sillería diversa, aparejo mixto y armadura de madera a lo mudéjar. La portada original debió de ser de dos cuerpos, con columnas dóricas la inferior y pilastras jónicas la superior. El interior tuvo una transformación barroca de la segunda mitad del siglo XVII y primera del XVIII; sufrió otra mayor tras la Desamortización y por fin una renovación total a finales del siglo XX.
Posee una sola nave, con capillas laterales. Posee artesonado mudéjar y sobre la capilla mayor se alza una cúpula de media naranja. La iglesia dispone de dos fachadas: una lateral con dos vanos ciegos en la planta baja y ventanas rectangulares en el piso superior. La fachada principal es de sillería y se divide en dos cuerpos: el de abajo, donde la puerta de forma rectangular está entre pilastras y decorada con molduras. 